# Giuseppe Cavallotto
Giuseppe Cavallotto (Vinchio, 13 febbraio 1940 – Cuneo, 27 aprile 2025) è stato un vescovo cattolico italiano.

## Biografia
Giuseppe Cavallotto nacque a Noche, frazione di Vinchio, in provincia e diocesi di Asti, il 13 febbraio 1940.

### Formazione e ministero sacerdotale
Studiò presso il seminario vescovile di Asti.
Il 29 giugno 1964 fu ordinato presbitero per la diocesi di Asti.
Direttore del seminario minore diocesano, nel 1967 si trasferì a Roma per completare gli studi e conseguire la laurea in scienze dell'educazione presso l'ateneo pedagogico salesiano e, nel 1984, il dottorato. Fu assistente ecclesiastico centrale nell'ufficio nazionale di Azione Cattolica e responsabile della catechesi nel settore ACR dal 1969 al 1979, membro della commissione CEI per la stesura del catechismo dei preadolescenti dal 1973 al 1982 e nel 2004 fu nominato rettore magnifico della Pontificia Università Urbaniana.

### Ministero episcopale
Il 24 agosto 2005 fu nominato vescovo delle diocesi unite in persona episcopi di Cuneo e di Fossano da papa Benedetto XVI; succedette a Natalino Pescarolo, ritiratosi per raggiunti limiti d'età. Il 15 ottobre dello stesso anno ricevette l'ordinazione episcopale, nella cattedrale di Fossano, per imposizione delle mani del cardinale Severino Poletto, arcivescovo metropolita di Torino, co-consacranti l'arcivescovo Paolo Romeo, nunzio apostolico in Italia, e il vescovo di Asti Francesco Guido Ravinale.
Prese possesso della diocesi di Fossano contestualmente all'ordinazione episcopale, e della diocesi di Cuneo il successivo 22 ottobre.
In un'intervista rilasciata al Quotidiano Nazionale, pubblicata il 5 ottobre 2014, espresse le proprie riflessioni su alcuni temi in discussione al Sinodo della famiglia, sulle coppie separate o divorziate e sulle unioni tra persone dello stesso sesso.
Il 9 ottobre 2015 papa Francesco accolse la sua rinuncia al governo pastorale delle diocesi di Cuneo e di Fossano per raggiunti limiti d'età; gli succedette Piero Delbosco, del clero dell'arcidiocesi di Torino, fino allora parroco a Poirino. Rimase amministratore apostolico delle diocesi di Fossano e di Cuneo fino all'ingresso del successore, avvenuto rispettivamente il 29 novembre e il 6 dicembre seguenti.
Morì il 27 aprile 2025, all'età di 85 anni, all'ospedale "Santa Croce" di Cuneo. Dopo le esequie, celebrate il 30 aprile dal vescovo di Aosta Franco Lovignana, presidente della Conferenza episcopale piemontese, nella cattedrale di Santa Maria del Bosco a Cuneo, fu sepolto nella cripta dello stesso edificio.

## Genealogia episcopale
La genealogia episcopale è:
- Cardinale Scipione Rebiba
- Cardinale Giulio Antonio Santori
- Cardinale Girolamo Bernerio, O.P.
- Arcivescovo Galeazzo Sanvitale
- Cardinale Ludovico Ludovisi
- Cardinale Luigi Caetani
- Cardinale Ulderico Carpegna
- Cardinale Paluzzo Paluzzi Altieri degli Albertoni
- Papa Benedetto XIII
- Papa Benedetto XIV
- Cardinale Enrico Enriquez
- Arcivescovo Manuel Quintano Bonifaz
- Cardinale Buenaventura Córdoba Espinosa de la Cerda
- Cardinale Giuseppe Maria Doria Pamphilj
- Papa Pio VIII
- Papa Pio IX
- Cardinale Alessandro Franchi
- Cardinale Giovanni Simeoni
- Cardinale Antonio Agliardi
- Cardinale Basilio Pompilj
- Cardinale Adeodato Giovanni Piazza, O.C.D.
- Cardinale Sebastiano Baggio
- Cardinale Anastasio Alberto Ballestrero
- Cardinale Severino Poletto
- Vescovo Giuseppe Cavallotto

## Opere
- Catecumenato antico. Diventare cristiani secondo i padri, Bologna, Dehoniane, 1996, ISBN 8810502531.
- Iniziazione cristiana e catecumenato. Diventare cristiani per essere battezzati, Bologna, Dehoniane, 1996, ISBN 8810502558.
- Prima la persona. Gesualdo Nosengo: una vita al servizio dell'educazione, Roma, Urbaniana University Press, 2000, ISBN 8840180699.
- Dati invisibili e futuro della missione. Eredità sociale, religiosa, ecclesiale del XX secolo, Roma, Urbaniana University Press, 2006, ISBN 8840160124.